# ۶۶۳ (میلادی)

## رویدادها
- حمله کنستانس دوم امپراتور بیزانس، به دوک‌نشین بنونتو و محاصره بنونتو و لوچرا